# Toquián Grande
Toquián Grande är en ort i Mexiko.   Den ligger i kommunen Siltepec och delstaten Chiapas, i den sydöstra delen av landet, 800 km sydost om huvudstaden Mexico City. Toquián Grande ligger 1 694 meter över havet och antalet invånare är 677.
Terrängen runt Toquián Grande är bergig österut, men västerut är den kuperad. Runt Toquián Grande är det ganska tätbefolkat, med 83 invånare per kvadratkilometer. Närmaste större samhälle är El Porvenir de Velasco Suárez, 11,4 km sydost om Toquián Grande. I omgivningarna runt Toquián Grande växer i huvudsak städsegrön lövskog.